# Eruguera cellanegra
L'eruguera cellanegra (Lalage atrovirens) és una espècie d'ocell de la família dels campefàgids (Campephagidae). El seu hàbitat són arbres petits i clars del bosc de les illes de Waigeo, Salawati i Misool, a les Raja Ampat. Nord de Nova Guinea, iilla de Biak.
La població de l'illa de Biak és sovint considerada una espècie diferent:
- eruguera de Biak.[2] (Lalage leucoptera, Schlegel, 1871).[3]